# Vuolib Tsuoggajavri
Vuolib Tsuoggajavri eller Tsuoggajävri är en sjö i Finland. Den ligger i kommunen Utsjoki i landskapet Lappland, i den norra delen av landet, 1 100 km norr om huvudstaden Helsingfors. Vuolib Tsuoggajavri ligger 105 meter över havet. Omgivningarna runt Vuolib Tsuoggajavri är i huvudsak ett öppet busklandskap. Arean är 78,9 hektar och strandlinjen är 8,85 kilometer lång. Sjön  ingår i Tana älvs huvudavrinningsområde. 